# Bicyclus selousi
Bicyclus selousi är en fjärilsart som beskrevs av Henry Trimen 1895. Bicyclus selousi ingår i släktet Bicyclus och familjen praktfjärilar. Inga underarter finns listade i Catalogue of Life.